# Chapelle Sainte-Rita de Brasménil
La chapelle Sainte-Rita est un petit édifice religieux catholique situé à Brasménil (No 10, rue de la Savatte), commune de Péruwelz, en Belgique. Aménagé en 1980 dans une ancienne grange le lieu de culte est d'abord dédié à Notre-Dame de Bonne-Espérance et devient 'chapelle Sainte-Rita' lorsqu'une statue de la sainte y est installée (1983). Les pèlerins et visiteurs y sont de plus en plus nombreux.

## Historique
En reconnaissance d'une guérison inespérée de sa cécité un ingénieur bruxellois souhaite offrir une statue moderne de sainte Rita à toute église qui accepterait de promouvoir la dévotion à la sainte. Son choix se porte sur la chapelle nouvellement aménagée dans une fermette de Brasménil occupée par le curé Fauvelle,.
Sainte Rita est depuis lors vénérée dans cette chapelle. Chaque année, le 22 mai - jour de sa commémoration liturgique - a lieu le pèlerinage à sainte Rita,. La chapelle étant trop petite, c'est l'église du village de Brasménil qui accueille les 500 pèlerins de 2010 à 2015,.

## Galerie

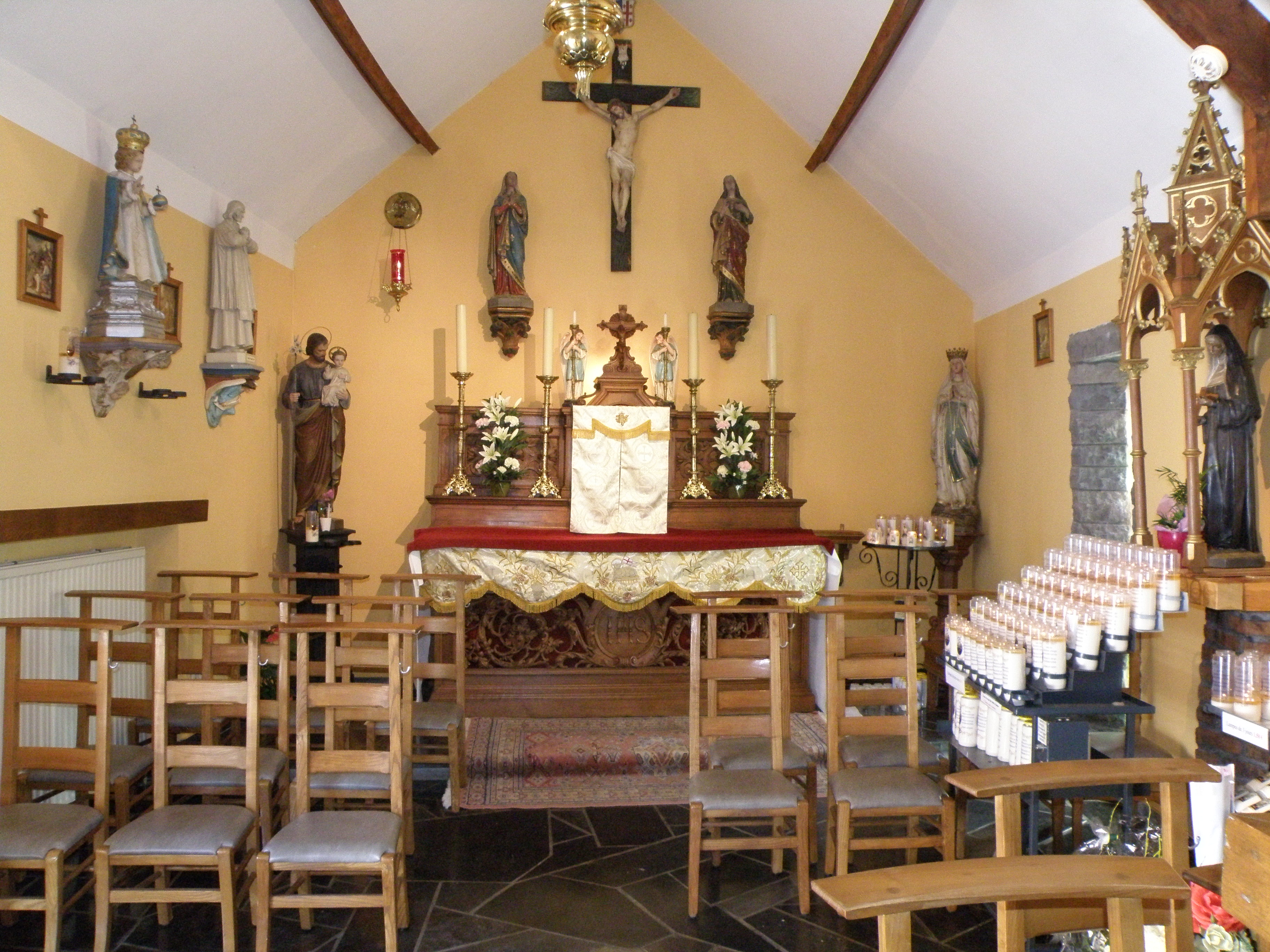
L'intérieur de la chapelle
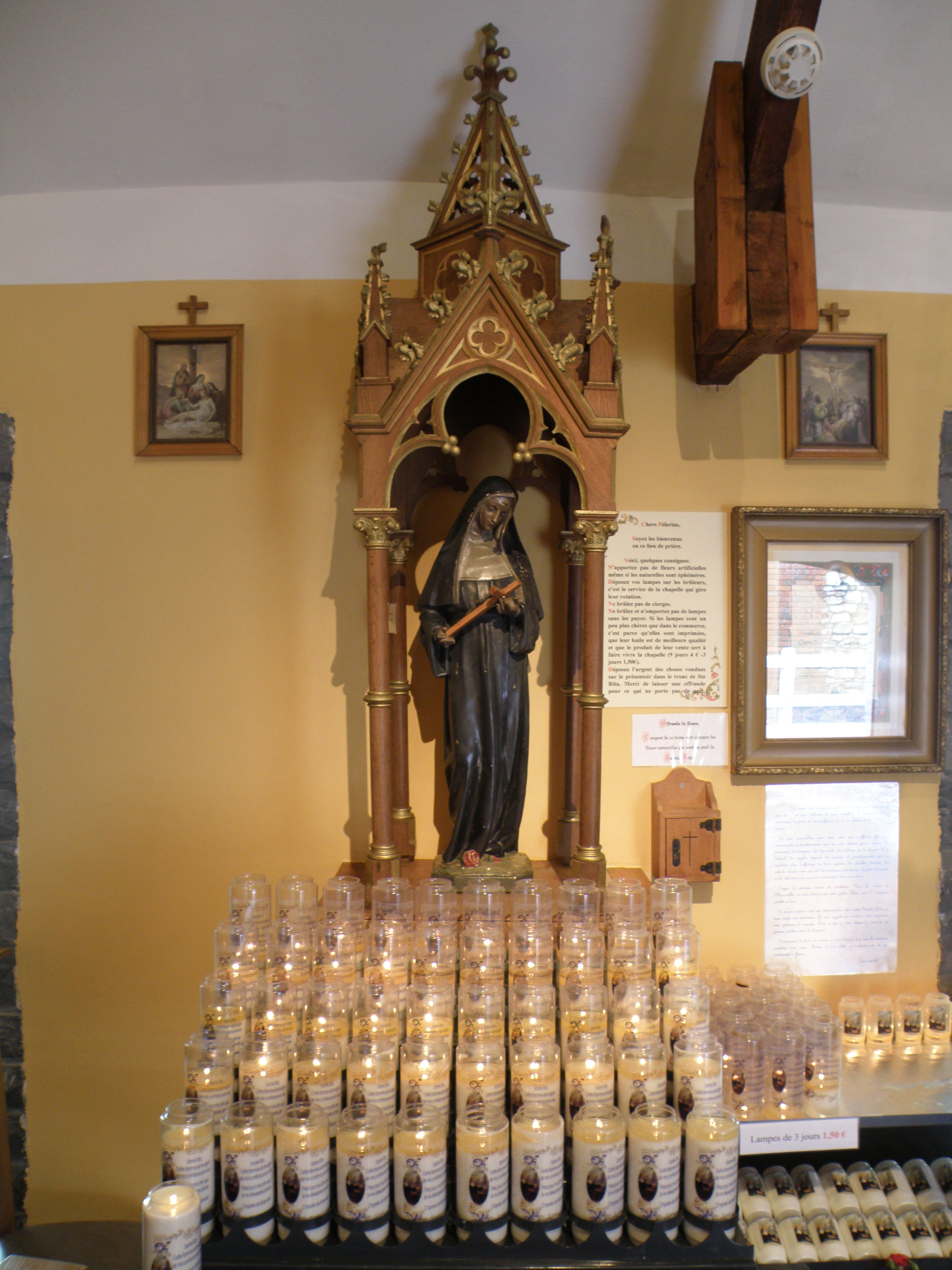
La statue de sainte Rita.